# Casa de Lusinhão
A Casa de Lusinhão ou Lusinhano (em francês: Lusignan; em armênio/arménio:  Լուսինյաններ) é uma dinastia nobre de Poitou, França, originária de Limusino, de condes e reis do Reino de Jerusalém, do Reino de Chipre e do Reino Arménio da Cilícia. Segundo a lenda, descendem da fada Melusina e de seu marido Raimundino.

## Origem
O Castelo de Lusinhão, perto de Poitiers, foi o principal assento dos Lusinhão; foi destruído durante as Guerras de Religião. De acordo com a lenda o castelo inicial foi construído pelo espírito da água Melusina.

### Senhores de Lusinhão
- Hugo I (século X)

- Hugo II (m. 967)

- Hugo III

- Hugo IV

- Hugo V (m. 1060)

### Condes de La Marche
Hugo VI herdou por sucessão colateral o Condado de La Marche (1091) como descendente de Almodis.
- Hugo VI (m. 1110)

- Hugo VII (m. 1151)

- Hugo VIII (m. 1165)

- Hugo IX (m. 1219)

### Condes de La Marche e de Angolema
O filho de Hugo IX, Hugo X, casou-se com Isabel de Angolema, assegurando Angolema (1220). 
- Hugo X (m. 1249)

- Hugo XI (m. 1260)

- Hugo XII (m. 1282)

- Hugo XIII (m. 1303)

- Guido (m. 1308)

- Iolanda (m. 1314)

Iolanda vendeu os feudos de Lusinhão, La Marche, Angolema, e Fougères a Filipe IV de França em 1308.

### Reis de Jerusalém e de Chipre
- Guido, Rei de Jerusalém de 1186 a 1192, Rei de Chipre até 1194

- Emérico, Rei de Chipre de 1194 a 1205 e Rei de Jerusalém a partir de 1198

- Hugo I (1205 - 1218), apenas Rei de Chipre, assim como os seus descendentes

- Henrique I (1218 - 1253)

- Hugo II (1253 - 1267)

### Reis da Cilícia
- Constantino II, Rei da Armênia (1344-1362)
- Leão V da Armênia (1373-1375)
- Hugo Lancelot de Lusinhão (1426-1427)
- Jacó II de Lusinhão (1468-1474)
- Catarina Cornaro (1474-1489)

## Armas

Senhores de Lusinhão
Reis de Chipre
Senhores de Issudum
Reis de Armênia, Chipre e Jerusalém

- Senhores de Lusinhão: burelé d'argent et d'azur.

- Reis de Chipre: burelé d'argent et d'azur au lion de gueules, armé, lampassé et couronné d'or, brochant.

- Senhores de Issodum: burelé d'argent et d'azur au lambel de gueules.